# مملكة إدوم
كانت إدوم مملكة قديمة شرقي نهر الأردن بين موآب في الشمال الشرقي ووادي عربة إلى الغرب وصحراء شبه الجزيرة العربية إلى الجنوب والشرق حتى خليج العقبة في الجنوب. تقع معظم أراضيها السابقة حاليًا في الأردن وفلسطين المحتلة. تظهر إدوم في السجلات التاريخية المكتوبة المتعلقة بأواخر العصر البرونزي والعصر الحديدي في المشرق، تشمل هذه السجلات المكتوبة الكتاب العبري (التناخ) وسجلات مصر وبلاد الرافدين. ورد في السجلات الإغريقية القديمة لفظ قريب هو إدوميا، والتي كانت جغرافيًا منطقة أصغر مساحة موجودة في البقعة ذاتها تقريبًا.
إدوم وإدوميا مصطلحان متقاربان لكنهما مختلفان يرتبطان بشعب واحد مستمر تاريخيًا عاش في منطقتين مختلفتين على الرغم من كونهما متجاورتين احتلهما الإدوميون خلال فترات مختلفة من التاريخ. أسس الإدوميون بداية مملكة «إدوم» في الجزء الجنوبي من الأراضي الأردنية الحالية ثم هاجروا لاحقًا إلى الأجزاء الجنوبية من مملكة يهوذا («إدوميا»، أو في الوقت الحالي جنوب إسرائيل/صحراء النقب) عندما أضعف البابليون مملكة يهوذا ثم دمروها في القرن السادس قبل الميلاد.
ذُكرت إدوم في الكتاب العبري كما ذُكرت في قائمة للفرعون المصري سيتي الأول نحو عام 1215 قبل الميلاد بالإضافة إلى سجل إحدى الحملات العسكرية لرمسيس الثالث (الذي حكم بين عامي 1186 و1155 قبل الميلاد). كان الإدوميون المكتشفون تاريخيًا شعبًا ساميًا وصل إلى منطقة غالبًا نحو القرن الرابع عشر قبل الميلاد. أظهر التحقيق الأثري أن البلد كان مزدهرًا بين القرنين الثالث عشر والثامن قبل الميلاد ودُمر بعد فترة من الانحدار في القرن السادس الميلادي من قبل البابليين. بعد خسارة المملكة، دُفع بالإدوميين إلى الهجرة غربًا باتجاه جنوب يهوذا بسبب القبائل البدوية القادمة من الشرق. كان الأنباط من بين هذه القبائل البدوية، وقد ظهروا للمرة الأولى في السجلات التاريخية للقرن الرابع قبل الميلاد وأسسوا مملكتهم الخاصة في مكان مملكة إدوم بحلول النصف الأول من القرن الثاني قبل الميلاد. أظهرت عمليات التنقيب الحديثة أن استقرار الإدوميين في الأجزاء الجنوبية من مملكة يهوذا وأجزاء من النقب وصولًا إلى وادي تيما بدأ قبل تدمير المملكة من قبل نبوخذ نصر الثاني بين عامي 587 و586 قبل الميلاد، واستخدموا في هذه العملية كلًا من الاندخال السلمي والغزو العسكري مستغلين الحالة المضعفة مسبقًا ليهوذا.
بعد أن طُردوا من أراضيهم، استقر الإدوميون خلال الفترة الفارسية في منطقة ممتدة من تلال يهودا الجنوبية وصولًا إلى الحدود الشمالية لبئر السبع. يُذكر هذا الشعب تحت النسخة الإغريقية من اسمه القديم وهي شعب إدوميا أو إدومايا، إذ دعيت منطقتهم الجديدة باسم إدوميا أو إدومايا، وهو مصطلح استُخدم في زمن العهد الجديد.

## اسم إدوم في الكتاب العبري
تعني كلمة إدوم بالعبرية «الأحمر»، ويربط الكتاب العبري هذا الشعب باسم والد النسب عيسو الابن الأكبر للسلف العبري إسحاق، ذلك لأنه وُلد «مغطى باللون الأحمر». عندما كان شابًا، باع بكوريته (حق الابن الأول) إلى شقيقه يعقوب مقابل «حساء لحم أحمر». يعتبر التناخ الإدوميين منحدرين من عيسو.

## علم الآثار
قد يكون الإدوميون مرتبطين بغزاة شعبي الشاسو والشوتو البدويين المذكورين في المصادر التاريخية المصرية. بالتأكيد تذكر رسالة مكتوبة من خطاط مصري إلى إحدى القلاع الحدودية في وادي توميلات خلال فترة حكم مرنبتاح تحرك «قبائل شاسو من إدوم» إلى بحيرات الري في الأراضي المصرية. تعود أولى مستعمرات العصر الحديدي -التي كانت غالبًا مخيمات للتنقيب عن النحاس- إلى القرن التاسع قبل الميلاد. تسارعت عملية الاستيطان بحلول أواخر القرن الثامن قبل الميلاد وتعود المواقع الأثرية الكبرى المكتشفة حتى اليوم إلى الفترة ما بين القرنين الثامن والسادس قبل الميلاد. الإشارة التاريخية الصريحة الأخيرة إلى إدوم هي مخطوطة آشورية تعود إلى عام 667 قبل الميلاد؛ لهذا السبب لا يعلم أحد متى وكيف ولماذا انهارت إدوم كدولة، على الرغم من أن العديد من المفكرين يعودون إلى إشارات موجودة في الإنجيل، خصوصًا إلى سفر عوبديا التاريخي لتفسير هذه الحقيقة.
ذُكرت إدوم في المخططات المسمارية الآشورية باسم «أودومي» أو «أودومو»؛ يُعرف ثلاثة من ملوكها من المصدر ذاته: كاوس ملكا في زمن تغلث فلاسر الثالث (نحو عام 745 قبل الميلاد) وماليك رامو في زمن سنحاريب (نحو عام 705 قبل الميلاد) وكاوس غابري في زمن آسرحدون (نحو عام 680 قبل الميلاد). وفقًا للمخطوطات المصرية، مد الـأدوما ممتلكاتهم في بعض الأحيان حتى الحدود المصرية. بعد احتلال مملكة يهوذا من قبل البابليين، استقر الإدوميون في منطقة الخليل. ازدهرت حضارتهم في هذه المنطقة الجديدة التي دعاها الإغريق والرومان باسم «إدومايا» أو «إدوميا» لأكثر من أربعة قرون. اعتقد المؤرخ والفيلسوف اليوناني سترابو -الذي دون الأحداث في زمن المسيح- أن شعب إدومايا الذين اعتبرهم من أصل نبطي يمثلون غالبية سكان غرب يهودا، حيث اندمجوا مع سكان يهودا السابقين وتبنوا صفاتهم وتقاليدهم. تشترك عدة أبحاث تاريخية معاصرة مع وجهة النظر هذه، والتي تعتبر شعب إدومايا ذا أصل عربي أو نبطي.
أُثبت علماء الآثار بقيادة إزرا بن يوسف وتوم ليفي وجود مملكة إدوم، وذلك باستخدام وسيلة يُطلق عليها اسم نموذج التوازن النقطي عام 2019. أخذ علماء الآثار عينات نحاسية من واديي تيما وفينان في منطقة وادي عربة الأردنية تعود إلى الفترة بين عامي 1300 و800 قبل الميلاد. وفقًا لنتائج التحليل، اعتقد الباحثون أن الفرعون شيشنق الأول من مصر (وهو ذاته الشخصية الإنجيلية المعروفة باسم شيشاق)، الذي هاجم القدس في القرن العاشر قبل الميلاد، شجع على التجارة وإنتاج النحاس بدلًا من تدمير المنطقة. ذكر الأستاذ بن يوسف من جامعة تل أبيب «تتناقض اكتشافاتنا الجديدة مع وجهة نظر معظم علماء الآثار التي تقول بأن وادي عربة كان مأهولًا من قبل مجموعة متفرقة من القبائل، وهي متوافقة مع القصة الإنجيلية [العبرية] القائلة بوجود مملكة إدومية في هذه المنطقة».

## إدوم في الكتاب العبري
امتدت أراضي الإدوميين، وفقًا للكتاب العبري، من شبه جزيرة سيناء وصولًا إلى قادش برنيع. من جهة الجنوب وصلت أراضيهم إلى إيلات التي كانت الميناء البحري لإدوم. إلى شمال إدوم كانت أراضي موآب، أما الحدود بينهما فكانت عند وادي الحسا.
كانت العاصمة القديمة لإدوم هي بُصرة (بلدة بصيرا في الأردن حاليًا). وفقًا لسفر التكوين، استقرت ذرية عيسو في هذه الأرض بعد تهجير الحوريين. كانت المنطقة تُدعى باسم أرض سعير؛ يبدو أن جبل سعير أثر بشكل كبير على هويتهم، كما يُحتمل أن كان مكانًا لأداء الطقوس الدينية. في زمن أمصيا (838 قبل الميلاد)، كانت قرية السِلع (البتراء) مقرها الأساسي، أما إيلات وعصيون جابر فقد كانتا الميناءين البحريين الأساسيين.

يذكر سفر التكوين 36 مملكة إدوم:
«هؤُلاَءِ هُمُ الْمُلُوكُ الَّذِينَ مَلَكُوا فِي أَرْضِ أَدُومَ، قَبْلَمَا مَلَكَ مَلِكٌ لِبَنِي إِسْرَائِيلَ. مَلَكَ فِي أَدُومَ بَالَعُ بْنُ بَعُورَ، وَكَانَ اسْمُ مَدِينَتِهِ دِنْهَابَةَ. وَمَاتَ بَالَعُ، فَمَلَكَ مَكَانَهُ يُوبَابُ بْنُ زَارَحَ مِنْ بُصْرَةَ. وَمَاتَ يُوبَابُ، فَمَلَكَ مَكَانَهُ حُوشَامُ مِنْ أَرْضِ التَّيْمَانِيِّ. وَمَاتَ حُوشَامُ، فَمَلَكَ مَكَانَهُ هَدَادُ بْنُ بَدَادَ الَّذِي كَسَّرَ مِدْيَانَ فِي بِلاَدِ مُوآبَ، وَكَانَ اسْمُ مَدِينَتِهِ عَوِيتَ. وَمَاتَ هَدَادُ، فَمَلَكَ مَكَانَهُ سَمْلَةُ مِنْ مَسْرِيقَةَ. وَمَاتَ سَمْلَةُ، فَمَلَكَ مَكَانَهُ شَأُولُ مِنْ رَحُوبُوتِ النَّهْرِ. وَمَاتَ شَأُولُ، فَمَلَكَ مَكَانَهُ بَعْلُ حَانَانَ بْنُ عَكْبُورَ. وَمَاتَ بَعْلُ حَانَانَ بْنُ عَكْبُورَ، فَمَلَكَ مَكَانَهُ هَدَارُ وَكَانَ اسْمُ مَدِينَتِهِ فَاعُوَ، وَاسْمُ امْرَأَتِهِ مَهِيطَبْئِيلُ بِنْتُ مَطْرِدَ بِنْتِ مَاءِ ذَهَبٍ. وَهذِهِ أَسْمَاءُ أُمَرَاءِ عِيسُو، حَسَبَ قَبَائِلِهِمْ وَأَمَاكِنِهِمْ بِأَسْمَائِهِمْ: أَمِيرُ تِمْنَاعَ وَأَمِيرُ عَلْوَةَ وَأَمِيرُ يَتِيتَ وَأَمِيرُ أُهُولِيبَامَةَ وَأَمِيرُ إِيلَةَ وَأَمِيرُ فِينُونَ وَأَمِيرُ قَنَازَ وَأَمِيرُ تَيْمَانَ وَأَمِيرُ مِبْصَارَ وَأَمِيرُ مَجْدِيئِيلَ وَأَمِيرُ عِيرَامَ. هؤُلاَءِ أُمَرَاءُ أَدُومَ حَسَبَ مَسَاكِنِهِمْ فِي أَرْضِ مُلْكِهِمْ. هذَا هُوَ عِيسُو أَبُو أَدُومَ».
الكلمة العبرية المترجمة «أمير» هي ألوف، وهي كلمة عبرية تستخدم خصيصًا للإشارة إلى دوقات إدوم وموآب في كتب موسى الخمسة الأولى.

## أعلام
- آرثر هارفي
- أنتيباتر الأدومي